# يويتشي أوتشياي
يويتشي أوتشياي ((باليابانية: 落合陽一)، Ochiai Yōichi؛ مولود في 16 سبتمبر 1987) هو فنان إعلامي وباحث ورائد أعمال ياباني. يحمل درجة الدكتوراه من جامعة طوكيو، وهو أستاذ مشارك في نظم المعلومات والمكتبات والإعلام بـجامعة تسوكوبا ومدير مركز تطوير وبحوث الطبيعة الرقمية. كما يشغل منصب أستاذ زائر في عدة جامعات يابانية بما في ذلك جامعة الفنون بأوساكا وجامعة فنون مدينة كيوتو وكلية كانازاوا للفنون.
يُعرف أوتشياي بعمله في تقاطع الفن والتكنولوجيا، وخاصة في مجال ما يسميه "الطبيعة الرقمية"، ودوره كمنتج الجناح المميز "null²" في معرض أوساكا الدولي 2025.

## السيرة الذاتية

### الحياة المبكرة والتعليم
ولد يويتشي أوتشياي في 16 سبتمبر 1987 في طوكيو، اليابان. والده هو نوبوهيكو أوتشياي، الصحفي والكاتب المعروف. تخرج من مدرسة كايسي الثانوية في عام 2007، ثم التحق بـجامعة تسوكوبا حيث حصل على درجة البكالوريوس في علوم المعلومات والإعلام في عام 2011.
واصل دراساته العليا في جامعة طوكيو، حيث حصل على درجة الماجستير في علوم المعلومات المتداخلة في عام 2013، ثم أكمل درجة الدكتوراه في علوم الحاسوب التطبيقية في عام 2015.

### المسيرة الأكاديمية
في عام 2015، انضم أوتشياي إلى جامعة تسوكوبا كأستاذ مساعد في نظم المعلومات والمكتبات والإعلام، وأسس مختبر "مجموعة الطبيعة الرقمية". تمت ترقيته إلى منصب أستاذ مشارك في عام 2017، وفي عام 2020 أصبح مديراً لمركز تطوير وبحوث الطبيعة الرقمية في الجامعة.
يشغل أوتشياي أيضاً مناصب أستاذ زائر في عدة مؤسسات أكاديمية مرموقة، بما في ذلك جامعة الفنون بأوساكا، جامعة فنون مدينة كيوتو، كلية كانازاوا للفنون، وجامعة ديجيتال هوليوود.

## الأنشطة الرئيسية

### كفنان إعلامي
يعمل أوتشياي كفنان إعلامي منذ حوالي عام 2010. كفنان، ينظم عدة معارض فردية وجماعية سنوياً، بالإضافة إلى المساهمة في التواصل الدولي للثقافة اليابانية.
تتراوح أنشطة أوتشياي الفنية من البحث إلى التطبيق الاجتماعي ولا تقتصر على التعبير عن التكنولوجيا الإلكترونية. يعتبر أوتشياي الفن الإعلامي بمثابة "الفن الشعبي للطبيعة الرقمية"، مؤكداً أن "العملية الشعبية والفنية الشعبية للإنتاج للاستهلاك المحلي، باستخدام شيء من البيئة 'الطبيعية' لإنشاء عمل فني، لم تتغير منذ العصور القديمة، سواء كانت لوحة يابانية أو غربية".

### كباحث
يشارك أوتشياي في البحث برؤية الطبيعة الرقمية، ويدير مختبر "الطبيعة الرقمية" الخاص به في جامعة تسوكوبا منذ عام 2015. يتخصص في فن الوسائط بالإضافة إلى "التفاعل بين الإنسان والحاسوب" ومجالات التطبيق باستخدام "التكنولوجيا الذكية" و"التكنولوجيا السمعية البصرية".
تشمل منشورات مختبره مجالات التفاعل بين الإنسان والحاسوب، الواقع الافتراضي، العروض الجوية والرسوميات المكانية، وبحوث التعاون والإبداع المشترك بين الذكاء الاصطناعي والذكاء البشري، ومجالات إمكانية الوصول والتنوع.

### كرائد أعمال
في عام 2015، أسس أوتشياي شركة Pixie Dust Technologies لغرض "التحول الرقمي للمساحة" والتطبيق الاجتماعي للتكنولوجيا المنشأة في الجامعة. تهدف الشركة إلى "تسويق المنتجات المبتكرة والمواد الفائقة باستخدام تقنية التحكم في موجات HAGEN الخاصة بها".
من خلال البحث والتطوير في تكنولوجيا واجهة الإنسان وتكنولوجيا المحاكاة الحاسوبية، طورت الشركة تقنية مكبرات الصوت اللمسية وتقنية المواد الفائقة، والتحول الرقمي لمواقع البناء والتطبيق الاجتماعي للتكنولوجيا. في عام 2023، تم إدراج أسهم الشركة في بورصة ناسداك في نيويورك، وفي عام 2024 تم إلغاء الإدراج العام للشركة.

## الابتكارات التقنية

### تقنية الهولوغرام اللمسي
في عام 2015، طور أوتشياي وفريقه في جامعة تسوكوبا تقنية ثورية تُعرف باسم "فيري لايتس" (Fairy Lights)، وهي نظام يمكنه إنتاج هولوغرامات يمكن لمسها والتفاعل معها باستخدام ليزر الفيمتوثانية. يعتقد أوتشياي أنه يمكن استخدام هذه التقنية لأغراض تشمل الترفيه والطب والهندسة المعمارية.
وفقاً لأوتشياي، فإن "الحالة الراهنة لتقنية الضوء لا تتيح للبشر بشكل استباقي التفاعل أو الشعور بالضوء كجسم، لكن لدى الهولوغرام الملموس القدرة على تغيير ذلك". قد يؤدي مزيد من التطوير لهذه التقنية إلى جعل من الممكن صنع لوحة مفاتيح من الضوء أو السماح بمحادثة فيديو يتمكن فيها الأشخاص من لمس بعضهم البعض افتراضياً.

### مفهوم الطبيعة الرقمية
يُعرّف أوتشياي مفهوم "الطبيعة الرقمية" بأنه "فكرة أن الطبيعة هي جهاز كمبيوتر، والكمبيوتر هو الطبيعة، وعندما يصبح الاثنان لا ينفصلان، يصبح طبيعة جديدة". هذا المفهوم يشكل أساس معظم أعماله البحثية والفنية.

## جناح null²
يُعتبر جناح null² (يُنطق "نورو-نورو" أو "ヌルヌル") أحد أبرز إنجازات أوتشياي في معرض أوساكا الدولي 2025. يشغل أوتشياي منصب منتج هذا الجناح المميز الذي يُصنف كأحد الأجنحة المميزة في المعرض.

### المفهوم والتصميم
يستند اسم الجناح إلى دمج مصطلح "لا شيء" البرمجي الذي يشير إلى حالة العدم، ومفهوم "الفراغ" في الفلسفة البوذية الذي يشير إلى عدم وجود جوهر ثابت. يأتي الرقم "²" من ظهور كلمة "فراغ" مرتين في عبارة "الشكل هو الفراغ، والفراغ هو الشكل" من سوترا القلب.

### الموضوع والرؤية
يحمل الجناح موضوع "صقل الحياة" (いのちをみがく) كجزء من المشاريع الموضوعية لمعرض أوساكا. يهدف المشروع إلى "السعي نحو شكل فني يتناغم مع الطبيعة من خلال دمج الطبيعي والاصطناعي، والمادي والافتراضي، والبحث عن إشراق مستقبلي جديد".
يجسد الجناح مفهوم "الطبيعة الرقمية" الذي طوره أوتشياي، والذي يُعرّف بأنه "رؤية لمجال حيوي جديد حيث تتصل الإنسانية والطبيعة والتكنولوجيا والبيانات بسلاسة وتذوب الحدود بينها".

### التصميم المعماري والتقني
صُمم الجناح من قبل مكتب التصميم المعماري Noiz، ويتميز بتصميم مبتكر يجمع بين مكعبات بأبعاد 2 متر و4 أمتار مربعة، مما يخلق هيكلاً يشبه لعبة ماين كرافت. يتكون الهيكل الخارجي من مواد عاكسة قابلة للتمدد، مع دمج أذرع روبوتية تسمح للمبنى بالاهتزاز والانقباض.
طورت شركة تايو كوجيو مادة خاصة تُسمى "غشاء المرآة" تجمع بين الخصائص العاكسة والمرونة، مما يسمح للجناح بتغيير شكله بصرياً. يحتوي الجناح على 16 ذراعاً روبوتية من إنتاج شركة فاناك تتحكم في حركة الأسطح العاكسة.

### التجربة الداخلية
يحتوي الجناح من الداخل على "غرفة المرايا" بأبعاد 8 أمتار مربعة، حيث تغطي المرايا والشاشات جميع الأسطح (الأرضية والجدران والسقف). يستخدم الجناح أكبر نظام عرض LED في اليابان، مع شاشات عملاقة أحادية الكتلة وأذرع روبوتية تخلق شاشات ثلاثية الأبعاد متحركة.

### التقنيات التفاعلية
يستخدم الجناح تقنيات الذكاء الاصطناعي التوليدي لإنتاج مشاهد بصرية في الوقت الفعلي. يمكن للزوار التفاعل مع "الأفاتار الرقمية" المسماة "Mirrored Body®" التي تُولد باستخدام بيانات الزوار. تهدف هذه التقنية إلى خلق تجربة تفاعلية حيث تصبح الحدود بين الذات والآخر، والواقع والافتراضي، غامضة.

### الأهمية الثقافية
يربط أوتشياي جناح null² بالتراث الثقافي الياباني، حيث يقارنه بـبرج الشمس للفنان أوكاموتو تارو في معرض أوساكا 1970. بينما جسد برج الشمس رموز فترة جومون، يقدم null² "رموز فترة يايوي" من خلال استخدام المرايا، مما يعكس تطور الثقافة اليابانية عبر العصور.

### التأثير الاجتماعي
يتبنى الجناح مفهوم "النحت الاجتماعي" للفنان الألماني يوزف بويس، حيث يُنظر إلى الأنشطة الاجتماعية الواعية كأعمال فنية. يهدف أوتشياي من خلال null² إلى خلق "عمل نحتي اجتماعي" يؤثر على المجتمع من خلال تجارب الزوار، مما يجعله فناً تشاركياً يعمل على تغيير المجتمع.

## معرض أوساكا 2025
أعلن أوتشياي في 7 مارس 2025 عن تفاصيل جناح null² الذي يقوم بإنتاجه في معرض أوساكا الدولي 2025. سيقدم الجناح تجربة تفاعلية حيث يمكن للزوار التحدث مع الصورة الرقمية لأوتشياي واستكشاف العروض البصرية التي تم إنشاؤها بواسطة الذكاء الاصطناعي. أعرب أوتشياي عن أمله في المعرض قائلاً: "أريد أن يختبر الناس الذكاء الاصطناعي غير المألوف والمؤثرات البصرية الغامرة".

## الجوائز والتكريمات
حصل أوتشياي على عدة جوائز مرموقة في مجال التكنولوجيا والفن، بما في ذلك:
- جائزة التكنولوجيا العالمية (World Technology Award)
- جائزة Laval Virtual من مهرجان Laval Virtual، أكبر مهرجان للواقع الافتراضي في أوروبا (خمس مرات في أربع سنوات متتالية)
- عضوية منتدى الاقتصاد العالمي للقادة الشباب العالميين (2022)[30]

## المناصب الحكومية والعامة
يشغل أوتشياي عدة مناصب استشارية مهمة في الحكومة اليابانية:
- عضو في مجلس رؤية مشروع Moonshot للبحث والتطوير
- سفير مشروع Moonshot
- سفير ثقافي لوكالة الشؤون الثقافية اليابانية (2020-2023)
- عضو في مجلس الضمان الاجتماعي لجميع الأجيال
- عضو في مجموعة عمل قوانين الإصلاح الرقمي[31]

## المؤلفات
- كتاب "الطبيعة الرقمية" (2018)
- العديد من الأوراق البحثية في مجالات التفاعل بين الإنسان والحاسوب والواقع الافتراضي والذكاء الاصطناعي[32]

## وصلات خارجية
- مجموعة الطبيعة الرقمية - جامعة تسوكوبا
- موقع شركة Pixie Dust Technologies
- الموقع الرسمي لجناح null²